# Вузькоколійна залізниця Рудниця — Голованівськ
Вузькоколійна залізниця Рудниця — Гайворон — Голованівськ (Гайворонська вузькоколійка) — вузькоколійна залізниця з шириною колії 750 мм у Вінницькій та Кіровоградській областях. Адміністративно перебуває в складі Одеської залізниці. Її довжина складає 130 км, що робить її найдовшою вузькоколійкою в Європі.

## Розташування
Вузькоколійка починається в селищі Рудниця (раніше починалися із селища Вапнярка[джерело?]), пролягає через міста Бершадь, Гайворон і закінчується в селищі Голованівськ (раніше — Підгородна). Загальна довжина — 130 км (78 км від Рудниці до Гайворона та 52 км від Гайворона до Голованівська).

## Історія
Залізниця побудована наприкінці XIX століття, у 1887 році, як частина величезної системи вузькоколійних залізниць що належали до товариства Південних під'їзних шляхів. 
У 1980-х роках паралельно вузькоколійці почалося будівництво лінії широкої колії від Гайворона до Підгородної. Були побудовані ділянки Гайворон — Таужне і Голованівськ — Підгородна, після чого будівництво припинилося. У 2001 році вузькоколійну ділянку від Голованівська до Підгородної було закрито для руху поїздів, а потім розібрано.
19 та 20 грудня 2024 року з території Запорізької дитячої залізниці були вивезені локомотиви, рухомий склад, а також пам'ятник-паровоз Кп4-456 до Гайворонської вузькоколійки, де зберігається та сама ширина колії — 750 мм. За офіційною версію, за повідомленням керівника Запорізької дитячої залізниці Михайла Черненького, усе було вивезено з метою ремонту і для того, що вони працювали в іншому місці та не простоювали й іржавіли. «Про ліквідацію дитячої залізниці мова не йде взагалі», —  пояснив Михайло Черненький. Передбачається, після того, як рух на дитячій залізниці відновиться, всі вивезені локомотиви та рухомий склад повернуться до Запоріжжя.

## Галерея

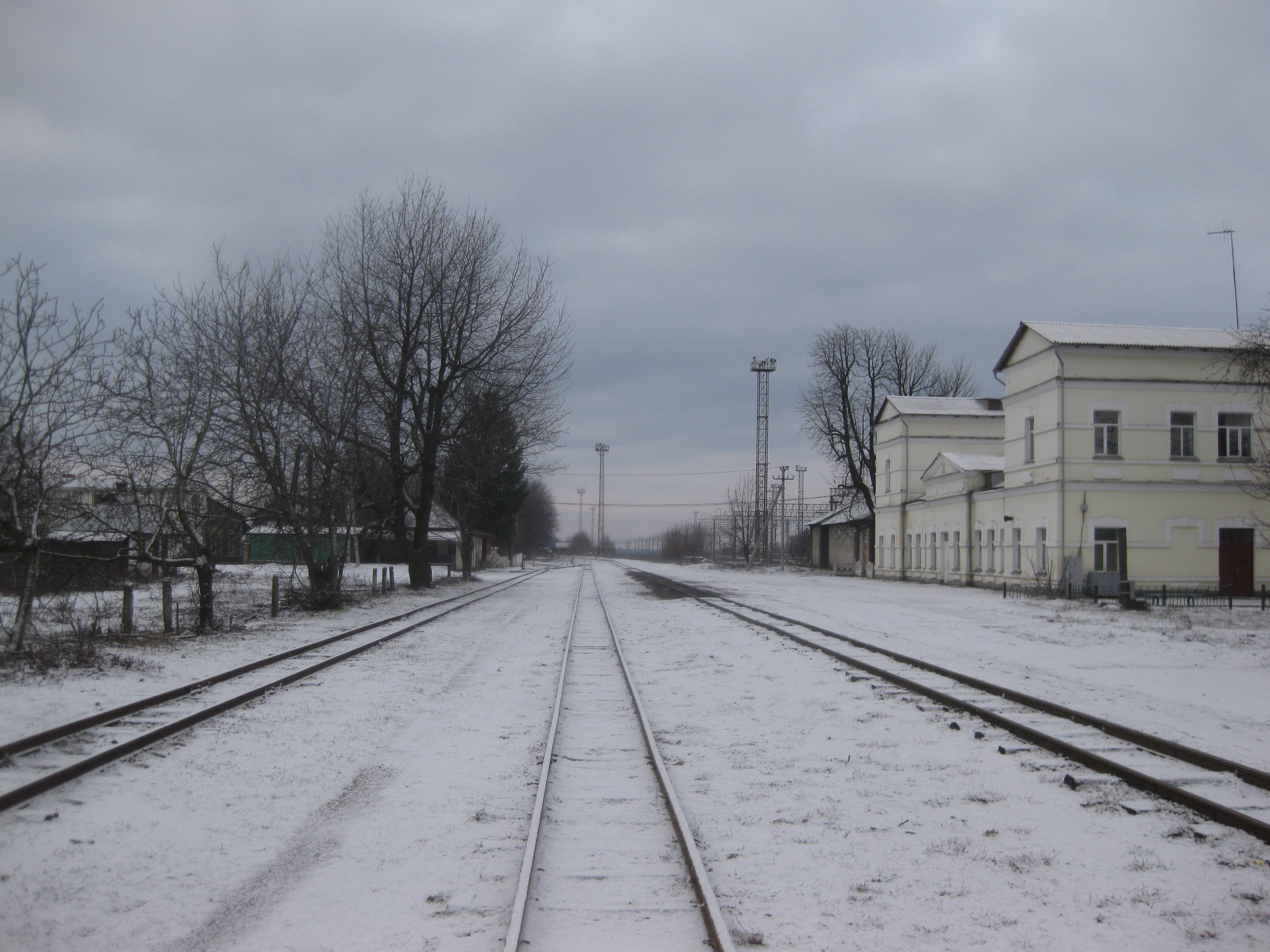
Залізнична станція Рудниця
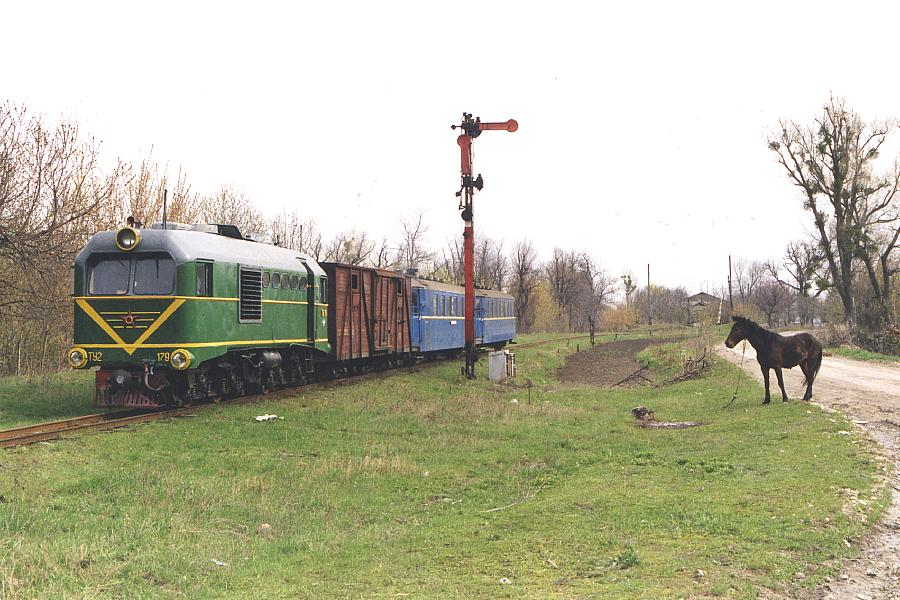
Пасажирський поїзд на вузькоколійці в Рудниці
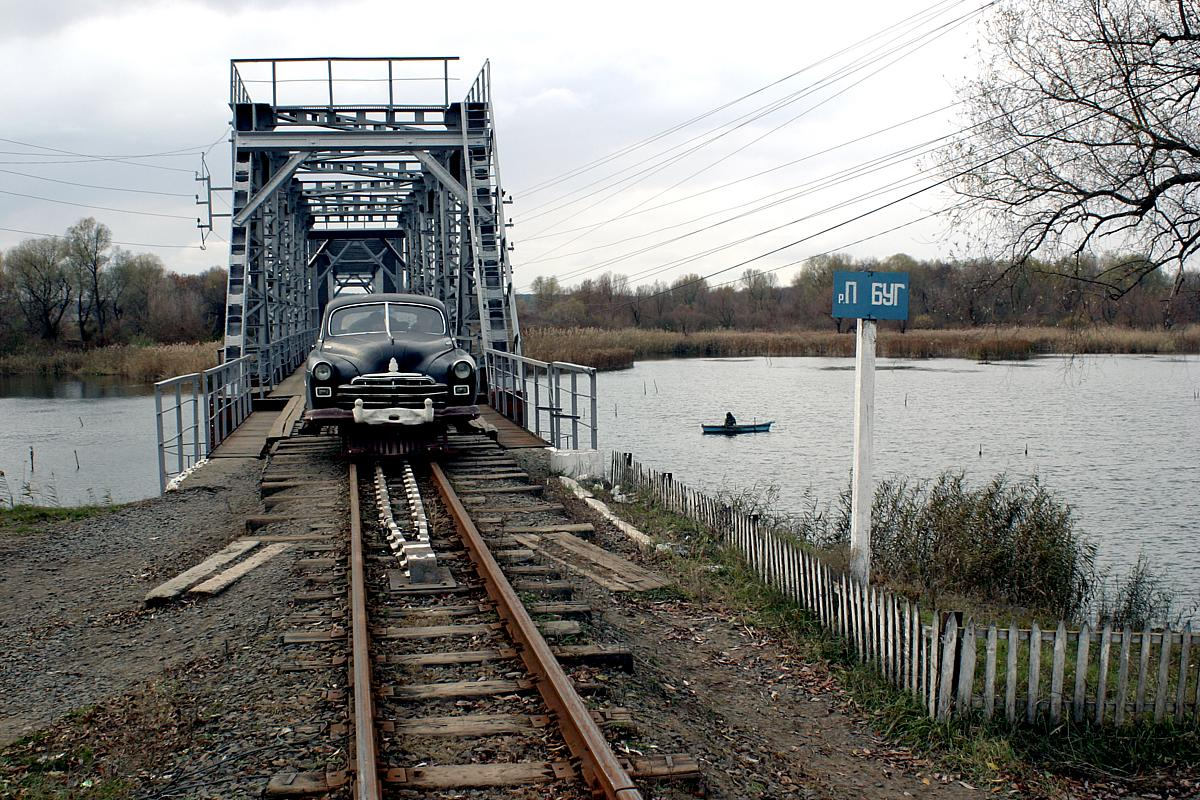
Автомотриса колії 750 мм на базі автомобіля ЗІМ на залізничному мосту через річку Південний Буг